# Trinity (album)
Trinity – kompilacja brytyjskiego zespołu My Dying Bride zawierająca utwory z minialbumów Symphonaire Infernus et Spera Empyrium (1991), The Thrash of Naked Limbs (1993), I Am the Bloody Earth (1994) oraz singla The Sexuality of Bereavement (1994). Wydana 25 września 1995 roku przez wytwórnię płytową Peaceville. W 2004 roku płyta ukazała się ponownie, tym razem poszerzona o dwa utwory pochodzące z dema Towards the Sinister (1990).

## Lista utworów
| Nr  | Tytuł utworu                             | Długość |
| --- | ---------------------------------------- | ------- |
| 1.  | „Symphonaire Infernus et Spera Empyrium” | 11:39   |
| 2.  | „God Is Alone”                           | 4:51    |
| 3.  | „De Sade Soliloquay”                     | 3:42    |
| 4.  | „The Thrash of Naked Limbs”              | 6:13    |
| 5.  | „Le Cerf Malade”                         | 6:31    |
| 6.  | „Gather Me up Forever”                   | 5:17    |
| 7.  | „I Am the Bloody Earth”                  | 6:37    |
| 8.  | „The Sexuality of Bereavement”           | 8:04    |
| 9.  | „Crown of Sympathy” (remix)              | 11:10   |
| 10. | „Vast Choirs” (utwór dodatkowy)          | 7:37    |
| 11. | „Catching Feathers” (utwór dodatkowy)    | 3:44    |
|     |                                          | 1:15:25 |

## Twórcy
- Aaron Stainthorpe – śpiew
- Andrew Craighan – gitara
- Calvin Robertshaw – gitara
- Adrian Jackson – gitara basowa
- Rick Miah – perkusja
- Martin Powell – skrzypce
- Robert "Mags" Magoolagan – produkcja
- Paul "Hammy" Halmshaw – produkcja
- DJ Ghost z zespołu Global Genocide Forget Heaven – śpiew gościnnie w utworze "I Am the Bloody Earth"